# Williams FW47
De Williams FW47 is een Formule 1-auto die gebruikt wordt door het Formule 1-team van Williams in het seizoen 2025. De auto is de opvolger van de Williams FW46. De FW47 rijdt met een motor van Mercedes en werd onthuld op 18 februari 2025 in de O2 Arena in Londen. De FW47 wordt bestuurd door Carlos Sainz jr. en Alexander Albon in respectievelijk hun eerste en vierde seizoen voor het team. 

## Resultaten
| Kleur   | Resultaat                       |
| ------- | ------------------------------- |
| Goud    | Winnaar                         |
| Zilver  | Tweede plaats                   |
| Brons   | Derde plaats                    |
| Groen   | Gefinisht (punten behaald)      |
| Blauw   | Gefinisht (geen punten behaald) |
| Blauw   | Niet geklasseerd (NC)           |
| Paars   | Uitgevallen (DNF)               |
| Rood    | Niet gekwalificeerd (DNQ)       |
| Zwart   | Gediskwalificeerd (DSQ)         |
| Wit     | Niet gestart (DNS)              |
| Blanco  | Gewond (INJ)                    |
| Blanco  | Uitgesloten (EX)                |
| Blanco  | Teruggetrokken (WD)             |
| Blanco  | Niet deelgenomen                |
| 1, 2, 3 | Sprint positie (punten behaald) |
| P       | Poleposition                    |
| S       | Snelste ronde                   |

| Jaar | Chassis en banden | Motor                         | Coureurs         | 1   | 2   | 3   | 4   | 5   | 6   | 7   | 8   | 9   | 10  | 11  | 12  | 13  | 14  | 15  | 16  | 17  | 18  | 19  | 20  | 21  | 22  | 23  | 24  | Punten | WK-plaats |
| ---- | ----------------- | ----------------------------- | ---------------- | --- | --- | --- | --- | --- | --- | --- | --- | --- | --- | --- | --- | --- | --- | --- | --- | --- | --- | --- | --- | --- | --- | --- | --- | ------ | --------- |
| 2025 | Williams FW47 P   | Mercedes F1 M16 E Performance |                  | AUS | CHN | JPN | BHR | SAR | MIA | EMI | MON | SPA | CAN | OOS | GBR | BEL | HON | NED | ITA | AZE | SIN | VST | MXS | SAP | LSV | QAT | ABU | 70*    | 5*        |
| 2025 | Williams FW47 P   | Mercedes F1 M16 E Performance | Alexander Albon  | 5   | 7   | 9   | 12  | 9   | 5   | 5   | 9   | DNF | DNF | DNF | 8   | 6   | 15  |     |     |     |     |     |     |     |     |     |     | 70*    | 5*        |
| 2025 | Williams FW47 P   | Mercedes F1 M16 E Performance | Carlos Sainz jr. | DNF | 10  | 14  | DNF | 8   | 9   | 8   | 10  | 14  | 10  | DNS | 12  | 618 | 14  |     |     |     |     |     |     |     |     |     |     | 70*    | 5*        |

* — Seizoen loopt nog.